# Garralda
Garralda es un municipio español de la Comunidad Foral de Navarra, situado en la merindad de Sangüesa, en la comarca de Auñamendi, en el valle de Aézcoa y a 58 km de la capital de la comunidad, Pamplona. Su población en 2024 fue de 180 habitantes (INE).
Su gentilicio es garraldarra, tanto en masculino como en femenino, o garraldés/esa[cita requerida].

## Símbolos

### Escudo
El escudo de armas del lugar de Garralda tiene el siguiente blasón:

Trae de plata y un encino de sínople a cuyo tronco está atravesando un jabalí de sable. Bordura de gules.

Este escudo es el blasón privativo del valle de Aézkoa y al propio tiempo de cada uno de sus pueblos.

## Geografía
La localidad de Garralda está situada en la parte Nordeste de la Comunidad Foral de Navarra y Oeste del valle de Aézkoa, a una altitud de 846 m s. n. m. Su término municipal tiene una superficie de 21,24 km² y limita al norte con el municipio de Orbaiceta, al este con los de Aria, Aribe y Garaioa, al sur con el de Oroz Betelu y al oeste con los de Arce y Burguete.

### Barrios
Tufarreta,
Eskortealdea,
Xotoa,
Elizamendia,
Soroa,

## Historia
Su existencia como pueblo se remonta al siglo XIII, aunque en su término se encuentran numerosos restos prehistóricos. El pueblo fue reconstruido tras un incendio ocurrido en 1898 que destruyó prácticamente todo el casco urbano. La iglesia se reconstruyó a principios del siglo XX en otro emplazamiento y con la piedra de la anterior, del siglo XV, en cuyos restos se encuentra hoy el cementerio municipal. El ayuntamiento, construido totalmente con piedra del lugar, se edificó en los años 1960. Existen numerosas casas con escudos del lugar: todas tienen el mismo con ligeras variaciones, el de Aézcoa, pues todos los vecinos del Valle son hidalgos desde 1169.

## Demografía
Garralda cuenta con una población de 180 habitantes (INE 2024).
| Gráfica de evolución demográfica de Garralda entre 1842 y 2021                                                      |
| |
| Población de derecho según los censos de población del INE Población de hecho según los censos de población del INE |

## Economía
La mayoría de los habitantes se sigue dedicando a la ganadería, criándose vacas, ovejas y yeguas de razas autóctonas. El turismo y los servicios son todavía sectores incipientes. En el pueblo está también la concentración escolar de toda la comarca.

## Administración y política
| Mandato   | Nombre del alcalde            | Partido político |
| --------- | ----------------------------- | ---------------- |
| 1979-1983 |                               |                  |
| 1983-1987 |                               |                  |
| 1987-1991 | Ángel María Loperena Rota     |                  |
| 1991-1995 | Ángel María Loperena Rota     |                  |
| 1995-1999 | Ángel María Loperena Rota     |                  |
| 1999-2003 | Daniel Irigoien Pedroarena    |                  |
| 2003-2007 | Alejandro Belzunce Lerindegui | Indep.           |
| 2007-2011 | Alejandro Belzunce Lerindegui | A.I Egieder      |
| 2011-     | Edurne Pedroarena Galdeano    |                  |

## Patrimonio
No existen monumentos destacados; pero sí es notable la arquitectura del lugar: la tipología de las casas, muy cuidadas, con sus huertas anexas.

### Monumentos religiosos
- Iglesia de San Juan Evangelista. Neogótica rural 1912-14. Tras quemarse el pueblo en 1898, aunque se reconstruyó la espléndida iglesia gótica (siglo XV), y tras importantes disputas entre los vecinos, Antonio Arostegi, indiano que ayudó mucho a la reconstrucción del pueblo, financió la construcción de una nueva iglesia junto a la carretera, derruyendo la antigua para aprovechar su piedra, cuyo terreno quedó convertido en el cementerio actual.

- Crucero. Es un crucero románico; el fuste es medieval pero la cruz original fue destruida en la Guerra de La Convención (siglo XVIII) y en 1929 se le puso la actual.

### Monumentos civiles
- Cueva Kutxategileen harpea, rodeada de plantas de boj, donde empezaban a hacer las cucharas de boj, tradición artesana muy arraigada.
- Hórreo Casa Masamigelena. Curiosas construcciones, más esperadas en otras zonas más occidentales, aquí se conservan algunas con su variación arquitectónica propia: el hórreo pirenaico.
- Dólmenes de Etxoltxarraldea I (buen estado) y Etxoltxarraldea II (menos reconocible).

Fuentes
- Iturrialdea. Fuente medieval en el norte del pueblo, es la más antigua del pueblo.
- Fuente de Arostegi, en la plaza en recuerdo de su ayuda a reconstruir el pueblo tras el incendio.

Existieron numerosas fuentes por todo el pueblo que han ido desapareciendo. Aún se conserva alguna, incluso algún pozo.

## Cultura
La localidad celebra sus fiestas patronales la última semana de agosto. Además también se celebran en torno al 27 de diciembre las «Fiesta chiquitas».